# Vienne-en-Val
Pour les articles homonymes, voir Vienne.
Vienne-en-Val est une commune française située dans le département du Loiret, en région Centre-Val de Loire.

## Géographie

### Localisation
La commune de Vienne-en-Val se trouve dans le quadrant sud-ouest du département du Loiret, dans la région agricole de la Sologne et l'aire urbaine d'Orléans.  À vol d'oiseau, elle se situe à 20,5 km  d'Orléans, préfecture du département, et à 7,3 km de Jargeau, ancien chef-lieu du canton dont dépendait la commune avant mars 2015. La commune fait partie du bassin de vie de Jargeau.

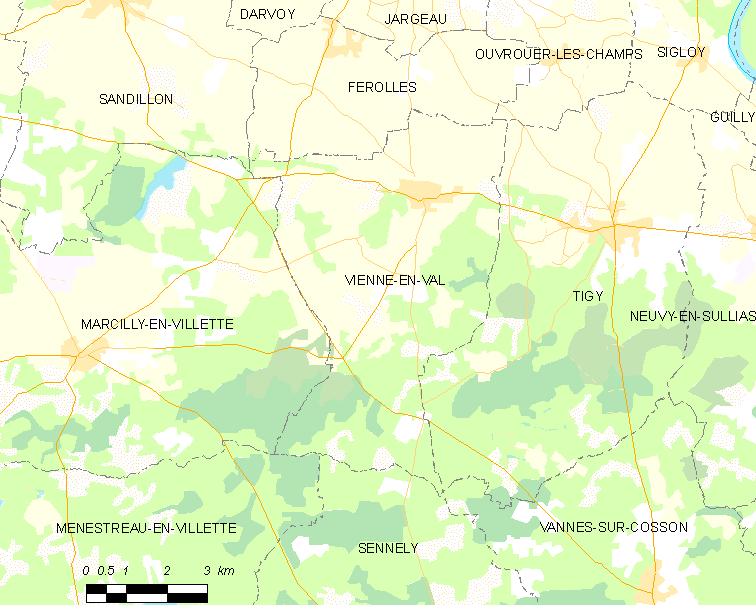
Carte de la commune de Vienne-en-Val et des communes limitrophes.

Les communes limitrophes sont  Férolles, Marcilly-en-Villette, Ménestreau-en-Villette, Ouvrouer-les-Champs, Sandillon, Sennely et Tigy.

### Lieux-dits et écarts
Les Cailloux, Courcelle, les Haies, les Hâtiers, les Marnes, la Maugerie, la Motte, les Prateaux, la Violière, le lotissement de Rigotte et le Colombier.

### Paysages
Elle est divisée en deux parties : le nord appartient au Val de Loire composé essentiellement de cultures et traversé par la rivière Dhuy appelée Bergeresse au niveau de Vienne-en-Val ; le sud appartient à la région naturelle de Sologne où la forêt est prédominante et où l'on compte un grand nombre d'étangs.

### Géologie et relief

#### Géologie
La commune se situe dans le sud du Bassin parisien, le plus grand des trois bassins sédimentaires français. Cette vaste dépression, occupée dans le passé par des mers peu profondes et des lacs, a été comblée, au fur et à mesure que son socle s’affaissait, par des sables et des argiles, issus de l’érosion des reliefs alentours, ainsi que des calcaires d’origine biologique, formant ainsi une succession de couches géologiques.
Les couches affleurantes sur le territoire communal sont constituées de formations superficielles du Quaternaire et de roches sédimentaires datant du Cénozoïque, l'ère géologique la plus récente sur l'échelle des temps géologiques, débutant il y a 66 millions d'années. La formation la plus ancienne est des sables et argiles de Sologne remontant à l’époque Miocène de la période Néogène. La formation la plus récente est des alluvions récentes des lits mineurs remontant à l’époque Holocène de la période Quaternaire. Le descriptif de ces couches est détaillé dans  les feuilles « n°398 - La Ferté-Saint-Aubin » et « n°399 - Châteauneuf-sur-Loire » de la carte géologique au 1/50 000ème du département du Loiret, et leurs notices associées,.

Carte géologique de la commune.

|  | Fz :  | alluvions récentes des lits mineurs, Holocène                                                     |
|  | FC :  | alluvions et colluvions du fond des vallées secondaires, Holocène                                 |
|  | Fy :  | alluvions récentes des levées et montilles de la Loire et des basses terrasses du Loing, Holocène |
|  | Fx :  | alluvions de basse terrasse de la Loire, Pléistocène (Wurm), terrasse +5 m                        |
|  | Fw :  | alluvions de haute terrasse de la Loire, Pléistocène (Riss), terrasse +10 -15 m                   |
|  | Fvb : | alluvions de haute terrasse, Pléistocène (Mindel), terrasse +20 m                                 |

|  | m3-p1SASo : | sables et argiles de Sologne, Langhien supérieur à Pliocène inférieur |

#### Relief
La superficie cadastrale de la commune publiée par l’Insee, qui sert de références dans toutes les statistiques, est de 35,94 km2,. La superficie géographique, issue de la BD Topo, composante du Référentiel à grande échelle produit par l'IGN, est quant à elle de 35,71 km2. Son relief est relativement plat puisque la dénivelée maximale atteint 43 mètres. L'altitude du territoire varie entre 99 m et 142 m.

### Hydrographie
Le Bourillon, sous-affluent de la Loire par le Cosson et le Beuvron, traverse le territoire de la commune.

### Climat
Pour des articles plus généraux, voir Climat du Centre-Val de Loire et Climat du Loiret.
En 2010, le climat de la commune est de type climat océanique dégradé des plaines du Centre et du Nord, selon une étude du CNRS s'appuyant sur une série de données couvrant la période 1971-2000. En 2020, Météo-France publie une typologie des climats de la France métropolitaine dans laquelle la commune est exposée à un climat océanique altéré et est dans la région climatique Moyenne vallée de la Loire, caractérisée par une bonne insolation (1 850 h/an) et un été peu pluvieux.
Pour la période 1971-2000, la température annuelle moyenne est de 10,7 °C, avec une amplitude thermique annuelle de 15,7 °C. Le cumul annuel moyen de précipitations est de 701 mm, avec 10,9 jours de précipitations en janvier et 7,3 jours en juillet. Pour la période 1991-2020, la température moyenne annuelle observée sur la station météorologique de Météo-France la plus proche, sur la commune de Saint-Benoît-sur-Loire à 13 km à vol d'oiseau, est de 12,0 °C et le cumul annuel moyen de précipitations est de 687,0 mm,. Pour l'avenir, les paramètres climatiques de la commune estimés pour 2050 selon différents scénarios d'émission de gaz à effet de serre sont consultables sur un site dédié publié par Météo-France en novembre 2022.

## Toponymie
Gaulois Vigenna. Hydronyme préceltique Vig = cours d’eau, et suffixe gaulois enna.

Vienna vico, 954-972 (Actes de Lothaire, n° 33, p. 81) ; Res autem quas jam dictus imperator Karolis eidem reddidit aeclesia Vienna, 9 juin 979 (Actes de Louis V, n° 69, p. 170) ; Vienne en Val, avril 1501 (Archives Nationales-JJ 235, n° 202, fol. 57 v°) ; Vienne, 1740 (Bibliothèque Municipale d’Orléans, Ms 995, fol. 258) ; Vienne en Val, XVIIIe s. (Carte de Cassini).

Val = Val d'Orléans, région naturelle.

Commune d'origine gauloise. Son ancien nom est Vienna Vico, du nom d'un ancien lieu de pèlerinage où l'on invoquait particulièrement Jupiter[réf. nécessaire], devint Viennavicus et enfin Viennes puis Vienne-en-Val.

## Histoire
Une gare des tramways de Sologne se situait dans la commune.
Devant le parvis de l'église se trouvent les vestiges d'une église du Haut Moyen Âge qui réutilise des éléments d'édifices antiques. Vienne-en-Val était sans doute une agglomération secondaire antique sur la voie reliant Orléans à Sancerre. Des vestiges lapidaires antiques sont exposés dans le musée de Vienne-en-Val.

## Urbanisme

### Typologie
Au 1er janvier 2024, Vienne-en-Val est catégorisée bourg rural, selon la nouvelle grille communale de densité à sept niveaux définie par l'Insee en 2022.
Elle est située hors unité urbaine. Par ailleurs la commune fait partie de l'aire d'attraction d'Orléans, dont elle est une commune de la couronne,. Cette aire, qui regroupe 136 communes, est catégorisée dans les aires de 200 000 à moins de 700 000 habitants,.

### Occupation des sols
L'occupation des sols de la commune, telle qu'elle ressort de la base de données européenne d’occupation biophysique des sols Corine Land Cover (CLC), est marquée par l'importance des territoires agricoles (54,3 % en 2018), en diminution par rapport à 1990 (56,8 %). La répartition détaillée en 2018 est la suivante : 
terres arables (42,3 %), forêts (42,3 %), zones agricoles hétérogènes (9,9 %), zones urbanisées (3,5 %), prairies (2 %).
L'évolution de l’occupation des sols de la commune et de ses infrastructures peut être observée sur les différentes représentations cartographiques du territoire : la carte de Cassini (XVIIIe siècle), la carte d'état-major (1820-1866) et les cartes ou photos aériennes de l'IGN pour la période actuelle (1950 à aujourd'hui).

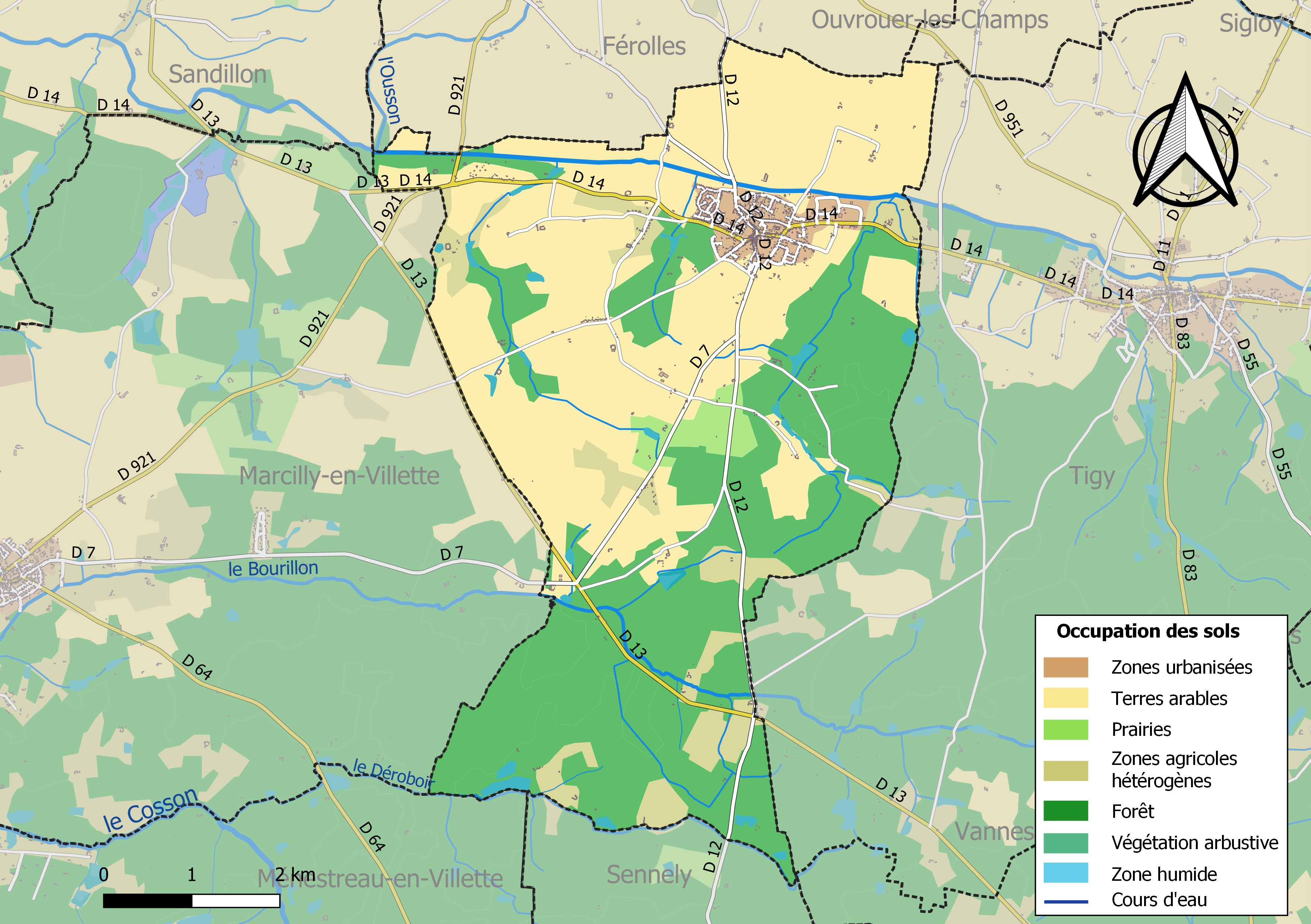
Carte des infrastructures et de l'occupation des sols de la commune en 2018 (CLC).
Carte orthophotographique de la commune en 2016.

### Planification

#### Plan local d'urbanisme
La commune prescrit l'élaboration d'un plan d'occupation des sols en octobre 1980. Le document est approuvé en mai 1992 puis modifié à plusieurs reprises,.
La loi relative à la solidarité et au renouvellement urbains du 13 décembre 2000, dite loi SRU, complétée par la loi urbanisme et habitat du 2 juillet 2003, marque une évolution de la planification urbaine en créant notamment les plans locaux d’urbanisme (PLU), vecteurs de projets de territoire, appelés à se substituer progressivement aux plans d’occupation des sols. Le PLU contient deux éléments nouveaux par rapport au POS : le plan d'aménagement et de développement durable (PADD), qui exprime le projet de la ville par des orientations générales en matière d'urbanisme, de développement, d'équipement et de préservation de l'environnement et les orientations d'aménagement et de programmation (OAP) qui correspondent à des zooms qui peuvent porter sur des quartiers ou secteurs à mettre en valeur, réhabiliter, restructurer ou aménager, ou sur l'aménagement d'un espace public, etc. Dans ce cadre la commune prescrit l'élaboration d'un PLU en octobre 2001. Le document est approuvé le 5 novembre 2004, puis révisé en décembre 2009 et mars 2013. En 2015, les sept communes de la communauté de communes Val Sol, dont Vienne-en-Val est membre, décident, dans un souci de solidarité et de cohérence en termes d’aménagement du territoire et pour rendre leurs documents d'urbanisme compatibles avec les dernières lois en vigueur, de confier à la communauté de communes l'élaboration d'un PLU intercommunal. Le conseil communautaire, après avoir organisé le 11 décembre 2015 la conférence des maires destinée à arrêter les modalités de collaboration entre la communauté de communes et les communes membres, décide le 15 décembre 2015 de lancer la procédure.

#### Documents d'orientations intercommunaux
La commune est membre du Pays Sologne Val-sud, qui regroupe 29 des communes de la Sologne du Loiret. Ce pays impose un certain nombre de contraintes, que les documents d’urbanisme doivent respecter en étant compatibles avec les documents d’orientations du Pays. Le pays a notamment élaboré une charte architecturale et paysagère en 2005.
En 2012 les Pays Forêt d'Orléans Val de Loire, Loire Beauce et Sologne Val Sud sont les seuls territoires du département du Loiret ne disposant pas de schéma de cohérence territoriale (SCoT). Compte tenu  de l'intérêt de cet outil pour l'avenir des territoires, les élus de ces pays décident d'engager une démarche d'élaboration de SCOT. Le comité syndical du Pays Sologne Val Sud se prononce majoritairement en mars 2013 pour prendre la compétence SCoT dans ses statuts. Les quatre communautés de communes qui composent le Pays délibèrent en avril et mai 2013 pour confier "l'élaboration, la gestion et le suivi du SCoT" au Pays Sologne Val Sud. Les compétences sont modifiées en ce sens en juin 2013, le périmètre du SCOT est arrêté par le préfet le 10 octobre 2013. Après étude et concertation de 2014 à 2017, le document doit être approuvé en 2018.

### Logement
Vienne-en-Val étant une commune fortement dépendante de l'attraction de l'agglomération Orléanaise, de nombreux ensembles pavillonnaires entours son centre-bourgs et ses axes routiers. Depuis les années 1970-1980, le village s'étend et voit naître des lotissements de maisons individuelles pour accueillir de nouvelles familles. Recherchée pour son cadre de vie à la campagne et à proximité des bassins d'emploi, la commune attire les populations. Ainsi, un grand nombre de logements sont construits à partir de 2012 au Sud-Est de la commune, puis au Sud à partir de 2021. Des logements sociaux sont aussi construits proches du bourg.

### Voies de communication et transports

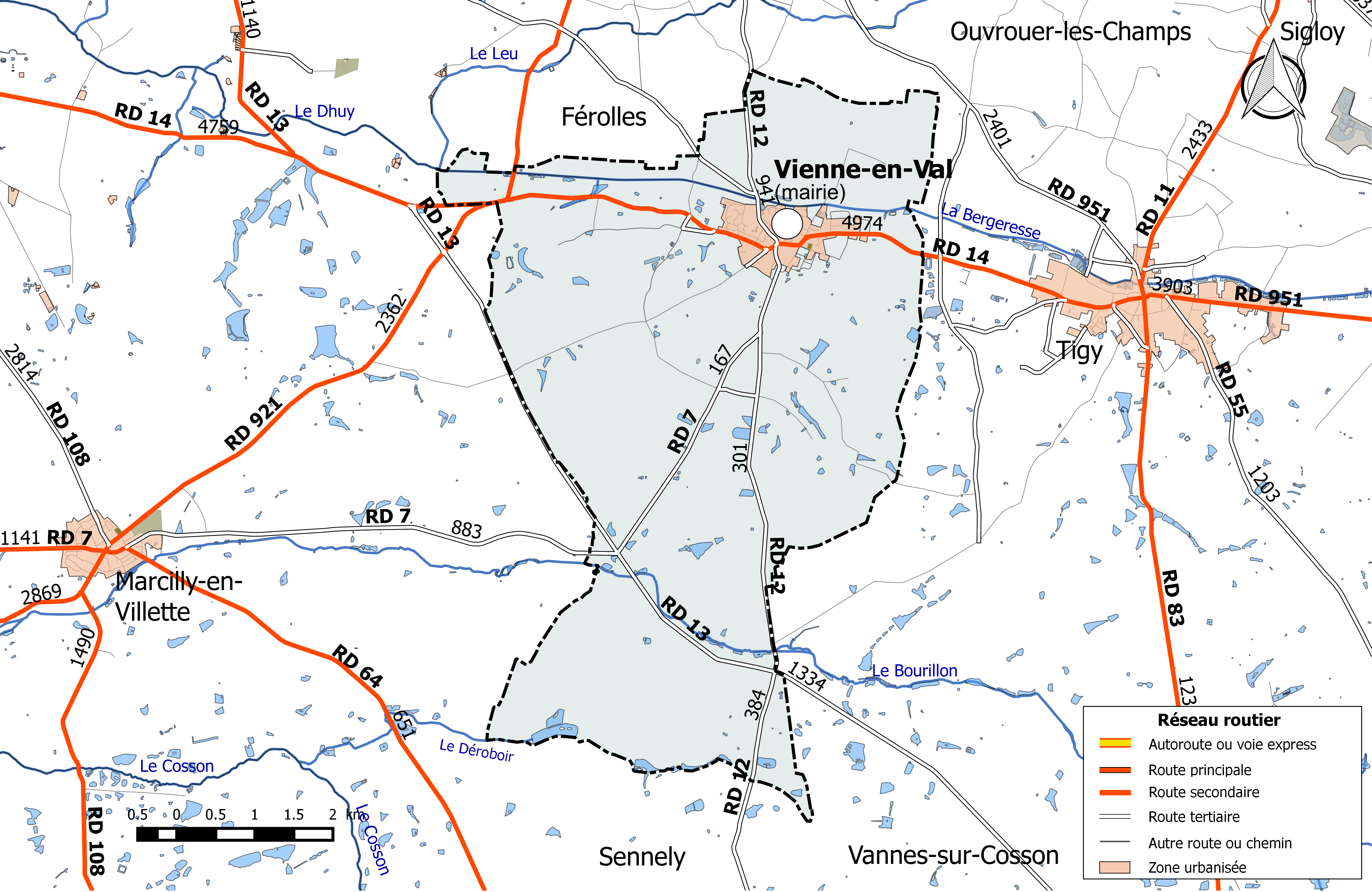
Réseau routier principal de la commune de Vienne-en-Val (avec indication du trafic routier 2014).

#### Infrastructures routières
La commune est traversée par quatre routes départementales : une route à grande circulation (la RD 14) et trois routes à faible trafic (les RD 13, 7 et RD 12).
La RD 14, qui relie Saint-Hilaire-Saint-Mesmin à Tigy et traverse le bourg d'est en ouest, est une route à grande circulation et supporte en 2014 un trafic de 4 974 véhicules/jour dans la traversée de la commune. 
La RD 13 (1 334 véhicules/jour) constitue une limite sépartaive avec la commune de Marcilly-en-Villette et relie Sandillon à Vannes-sur-Cosson.
La RD 7 (167 véhicules/jour) relie le bourg à Jouy-le-Potier.
La RD 12 (301 véhicules/jour) relie Jargeau à Sennely.
Complétant ces voies, la commune est sillonnée de plusieurs voies communales et chemins ruraux  desservant ses fermes et hameaux et les bourgs environnants.

#### Transports en commun
La commune est desservie par la ligne n°7A du réseau Rémi, le réseau interurbain de transport par autocar du Conseil départemental du Loiret. Cette ligne, qui relie Sully-sur-Loire - Tigy - Jargeau - Orléans, propose un nombre de dessertes variable en fonction des jours ouvrables de la semaine. Des correspondances SNCF sont assurées dans la  gare d'Orléans.

### Risques naturels et technologiques majeurs
La commune de Vienne-en-Val est vulnérable à différents aléas naturels : inondations (par débordement de la Loire ou de ruisseaux), climatiques (hiver exceptionnel ou canicule), mouvements de terrains ou sismique. Elle est également exposée à un risque technologique : le transport de matières dangereuses. 
Entre 1985 et 2016, neuf arrêtés ministériels ayant porté reconnaissance de catastrophe naturelle ont été pris pour le territoire de la commune de Vienne-en-Val dont trois pour des inondations et coulées de boue et six pour des mouvements de terrains.

#### Risque d'inondation

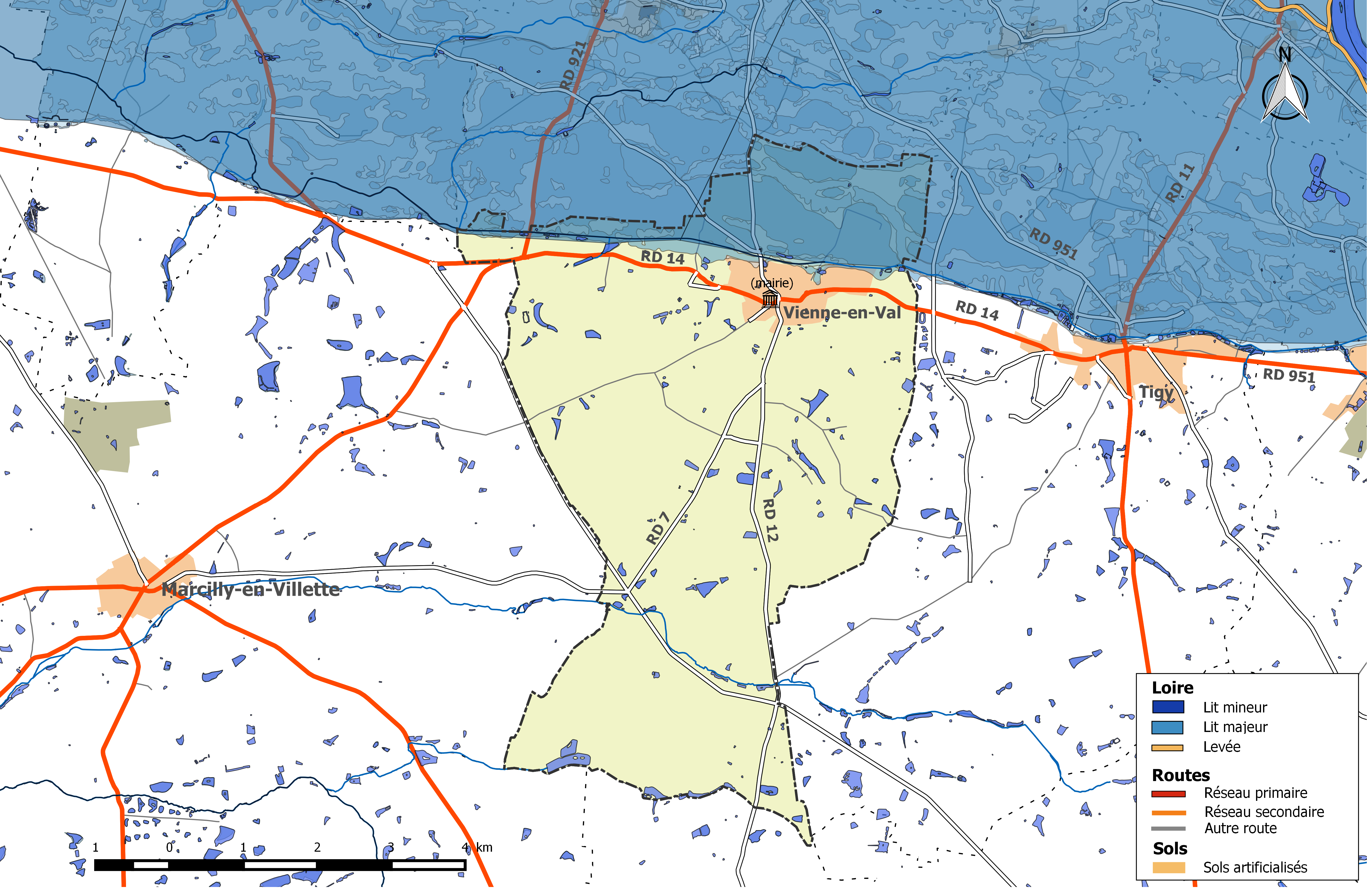
Zone inondable de la commune de Vienne-en-Val.

La Loire est à l'origine des dégâts les plus importants sur la commune en cas de crue majeure. Les crues historiques sont celles de 1846, 1856, 1866 et 1907. Aucune crue n'a atteint depuis 1907 les hauteurs atteintes lors de ces événements catastrophiques.
La zone inondable de la commune de Vienne-en-Val couvre une surface de 498 hectares, soit 14 % du territoire communal. Cette zone se répartit en 448 ha en espaces agricoles, 1 ha en eau, 40 ha en espaces naturels et 9 ha en surfaces urbanisées.  102 personnes résident dons cette zone. Elle fait partie du val d'Orléans qui s’étend sur 33 km de longueur, du hameau de Bouteille à l’amont au confluent du Loiret à l’aval. Ce val est protégé par une levée en terre, la levée d'Orléans, de 45 km de longueur. Il est inondé par le remous de la Loire dans la confluence du Loiret dès les premières crues simulées. Cette levée a été renforcée sur toute sa longueur. Le niveau de protection historique est celui visé par la construction du déversoir de Jargeau, aménagé à la fin du XIXe siècle à l'emplacement des brèches qui s'étaient produites en 1846, 1856 et 1866 et conçu initialement pour fonctionner au-delà de la cote de Loire à l'échelle d'Orléans proche de 6 m (crue de 1825, n'ayant pas occasionné de brèches). Les lignes d’eau en crue ont toutefois beaucoup changé depuis du fait de l’évolution morphologique du lit de la Loire, conséquence des ouvrages de navigation qui ont été réalisés au XIXe siècle et de l’extraction massive de matériaux en deuxième partie du XXe siècle. Le déversoir ne remplit donc plus sa fonction de protéger la levée d’Orléans des surverses et il ne permet plus de définir l’objectif de protection du système d’endiguement.
L'analyse menée dans le cadre de l'étude de danger des digues, montre qu'aujourd'hui, le niveau de protection apparent de la levée est associé à une crue de période de retour d'environ 200 ans, soit une hauteur d'eau à l'échelle d'Orléans estimée à 5,75 m. Les zones de surverses probables mises en évidence se situent de l'amont vers l'aval, à Guilly, Tigy et Saint-Denis-en-Val (lieu-dit de Château Lumina). Par ailleurs, ces études montrent aussi que des défaillances avant dépassement des ouvrages sont probables, en particulier à Guilly, Tigy et Saint-Pryvé-Saint-Mesmin. Pour le secteur de Guilly, la probabilité de rupture n'est plus négligeable dès la crue de période de retour de 70 ans, soit une cote d'environ 4,60 m à l'échelle d'Orléans. Cette cote définit le niveau de sûreté actuel de la digue d'Orléans et correspond au seuil de déclenchement du plan d'évacuation massive de l'agglomération d'Orléans en cas de crue.
Le risque d'inondation est pris en compte dans l'aménagement du territoire de la commune par le biais du Plan de prévention du risque inondation (PPRI) du val d'Orléans - val amont, approuvé le 20 janvier 2015. Deux documents permettent de définir les modalités de gestion de crise et d'organisation des secours : au niveau départemental, le Dispositif ORSEC départemental spécialisé déclenché en cas d'inondation de la Loire, le plan ORSIL, et au niveau communal le plan communal de sauvegarde.

#### Risque de mouvements de terrain
Le territoire de la commune peut être concerné par un risque d'effondrement de cavités souterraines non connues. Une cartographie départementale de l'inventaire des cavités souterraines et des désordres de surface a été réalisée. Il a été recensé sur la commune plusieurs effondrements de cavités.
Par ailleurs, le sol du territoire communal peut faire l'objet de mouvements de terrain liés à la sécheresse. Le phénomène de retrait-gonflement des argiles est la conséquence d'un changement d'humidité des sols argileux. Les argiles sont capables de fixer l'eau disponible mais aussi de la perdre en se rétractant en cas de sécheresse. Ce phénomène peut provoquer des dégâts très importants sur les constructions (fissures, déformations des ouvertures) pouvant rendre inhabitables certains locaux. Celui-ci a particulièrement affecté le Loiret après la canicule de l'été 2003. Une grande partie du territoire de la commune est soumis à un aléa « faible » face à ce risque, selon l'échelle définie par le Bureau de recherches géologiques et minières (BRGM). Quelques zones sont en aléa « moyen » (le centre du bourg, Francville, le Gué Robert, les Quatre Vents, le Grand Étang).

## Politique et administration

### Découpage territorial

#### Bloc communal: Commune et intercommunalités
La paroisse de Viennes acquiert le statut de municipalité avec le  décret du 12 novembre 1789 de l'Assemblée Nationale puis celui de « commune », au sens de l'administration territoriale actuelle, par le décret de la Convention nationale du 10 brumaire an II (31 octobre 1793). Il faut toutefois attendre la loi du 5 avril 1884 sur l'organisation municipale pour qu'un régime juridique uniforme soit défini pour toutes les communes de France, point de départ de l’affirmation progressive des communes face au pouvoir central.
Aucun événement de restructuration majeure du territoire, de type suppression, cession ou réception de territoire, n'a affecté la commune depuis sa création.
La commune est membre de la Communauté de communes Valsol depuis sa création le 29 décembre 2005 jusqu'au 31 décembre 2016.
À la suite de la Loi portant nouvelle organisation territoriale de la République, promulguée le 8 août 2015, le Schéma départemental de coopération intercommunale du Loiret est arrêté le 30 mars 2016. Il aboutit à l'absorption de la Communauté de communes Valsol (à l'exception de Vannes-sur-Cosson par la Communauté de communes des Loges.

#### Personnalités élues par circonscription électorale de rattachement
Au-delà du maire, premier magistrat administrant la commune, les personnalités élues dont le mandat est relatif à une collectivité à laquelle est rattachée la commune de Vienne-en-Val et représentant donc le territoire communal au sein de chacune de ces collectivités  sont les suivantes :
| Élections       | Élections                     | Circonscription électorale       | Élu de la circonscription       | Élu de la circonscription | Élu de la circonscription | Élu de la circonscription |
| Niveau          | Type                          | Circonscription électorale       | Titre                           | Nom                       | Début de mandat           | Fin de mandat             |
| --------------- | ----------------------------- | -------------------------------- | ------------------------------- | ------------------------- | ------------------------- | ------------------------- |
| Groupe communal | Municipales et communautaires | Commune de Vienne-en-Val         | Maire                           | Pascal Semonsut           | 2014                      | 2020                      |
| Groupe communal | Municipales et communautaires | Communauté de communes des Loges | Président de l'intercommunalité | Jean-Pierre Garnier       | 2014                      | 2020                      |
| Département     | Départementales               | Canton de Saint-Jean-le-Blanc    | Conseiller départemental        | Gérard Malbo              | 29 mars 2015              | 2021                      |
| Département     | Départementales               | Canton de Saint-Jean-le-Blanc    | Conseillère départementale      | Laurence Bellais          | 29 mars 2015              | 2021                      |
| Région          | Régionales                    | Région Centre-Val de Loire       | Président du conseil régional   | François Bonneau          | 18 décembre 2015          | 2021                      |
| Pays            | Législatives                  | 3e circonscription               | Député                          | Claude de Ganay           | 18 juin 2017              | juin 2022                 |

#### Circonscriptions de rattachement
Sous l'Ancien Régime, à la veille des États généraux de 1789, la paroisse de Viennes était rattachée sur le plan ecclésiastique à l'ancien diocèse d'Orléans, sur le plan judiciaire au bailliage d'Orléans , sur le plan militaire au gouvernement d'Orléans et sur le plan administratif à la généralité d'Orléans, élection d'Orléans,.
La loi du 22 décembre 1789 divise le pays en 83 départements découpés chacun en six à neuf districts eux-mêmes découpés en cantons regroupant des communes. Les districts, tout comme les départements, sont le siège d’une administration d’État et constituent à ce titre des circonscriptions administratives. La commune de Viennes est alors incluse dans le canton de Tigy, le district d'Orléans et le département du Loiret.
La recherche d’un équilibre entre la volonté d’organiser une administration dont les cadres permettent l’exécution et le contrôle des lois d’une part, et la volonté d’accorder une certaine autonomie aux collectivités de base (paroisses, bourgs, villes) d’autre part, s’étale de 1789 à 1838. Les découpages territoriaux évoluent ensuite au gré des réformes visant à décentraliser ou recentraliser l'action de l'État. La régionalisation fonctionnelle des services de l'État (1945-1971) aboutit à la création de régions. L'acte I de la décentralisation de 1982-1983 constitue une étape importante en donnant l'autonomie aux collectivités territoriales, régions, départements et communes. L'acte II intervient en 2003-2006, puis l'acte III en 2012-2015.
Le tableau suivant présente les rattachements, au niveau infra-départemental, de la commune de Vienne-en-Val aux différentes circonscriptions administratives et électorales ainsi que l'historique de l'évolution de leurs territoires.
| Circonscription             | Nom                 | Période   | Type                         | Évolution du découpage territorial |
| --------------------------- | ------------------- | --------- | ---------------------------- | --- |
| District                    | Orléans             | 1790-1795 | Administrative               | La commune est rattachée au district d'Orléans de 1790 à 1795,. La Constitution du 5 fructidor an III, appliquée à partir de vendémiaire an IV (1795) supprime les districts, rouages administratifs liés à la Terreur, mais maintient les cantons qui acquièrent dès lors plus d'importance. |
| Canton                      | Tigy                | 1790-1801 | Administrative et électorale | Le 10 février 1790, la municipalité de Viennes est rattachée au canton de Tigy,. Les cantons sont supprimés, en tant que découpage administratif, par une loi du 26 juin 1793, et ne conservent qu'un rôle électoral. Ils permettent l’élection des électeurs du second degré chargés de désigner les députés. Les cantons acquièrent une fonction administrative avec la disparition des districts en 1795. |
| Canton                      | Jargeau             | 1801-2015 | Administrative et électorale | Sous le Consulat, un redécoupage territorial visant à réduire le nombre de justices de paix ramène le nombre de cantons dans le Loiret de 59 à 31. Viennes est alors rattachée par arrêté du 9 vendémiaire an X (30 septembre 1801) au canton de Jargeau, sous le nom de Vienne-en-Val,. |
| Canton                      | Saint-Jean-le-Blanc | 2015-     | Électorale                   | La loi du 17 mai 2013 et ses décrets d'application publiés en février et mars 2014 introduisent un nouveau découpage territorial pour les élections départementales. La commune est alors rattachée au nouveau canton de Saint-Jean-le-Blanc. Depuis cette réforme, plus aucun service de l'État n'exerce sa compétence sur un territoire s'appuyant sur le nouveau découpage cantonal. Le canton a disparu en tant que circonscription administrative de l'État ; il est désormais uniquement une circonscription électorale destinée à l'élection d'un binôme de conseillers départementaux siégeant au conseil départemental. |
| Arrondissement              | Orléans             | 1801-     | Administrative               | Vienne-en-Val est rattachée à l'arrondissement d'Orléans depuis sa création en 1801,. |
| Circonscription législative | 3e circonscription  | 2010-     | Électorale                   | Lors du découpage législatif de 1986, le nombre de circonscriptions législatives passe dans le Loiret de 4 à 5. Un nouveau redécoupage intervient en 2010 avec la loi du 23 février 2010. En attribuant un siège de député « par tranche » de 125 000 habitants, le nombre de circonscriptions par département varie désormais de 1 à 21,. Dans le Loiret, le nombre de circonscriptions passe de cinq à six. La réforme n'affecte pas Vienne-en-Val qui reste rattachée à la troisième circonscription. |

#### Collectivités de rattachement
La commune de Vienne-en-Val est rattachée au département du Loiret et à la région Centre-Val de Loire, à la fois circonscriptions administratives de l'État et collectivités territoriales.

### Politique et administration municipales

#### Conseil municipal et maire
Depuis les élections municipales de 2014, le conseil municipal  de Vienne-en-Val, commune de plus de 1 000 habitants, est élu au scrutin proportionnel de liste à deux tours (sans aucune modification possible de la liste),  pour un mandat de six ans renouvelable. Il est composé de 19 membres. L'exécutif communal est constitué par le maire, élu par le conseil municipal, parmi ses membres, pour un mandat de six ans, c'est-à-dire pour la durée du mandat du conseil. Pascal Semonsut est maire depuis 2014.
| Période                                  | Période   | Identité         | Étiquette    | Qualité                                 |
| ---------------------------------------- | --------- | ---------------- | ------------ | --------------------------------------- |
|                                          |           | Baron Gourgaud   | Conservateur | Conseiller général du canton de Jargeau |
|                                          | mars 2001 | Marc Amblard     | SE           |                                         |
| mars 2001                                | mars 2008 | Marc Pluchon     | SE           | Cadre supérieur                         |
| mars 2008                                | 2014      | Serge Roger      | SE           |                                         |
| mars 2014                                | mai 2020  | Odile Durand     |              | Retraitée de l'enseignement             |
| mai 2020                                 | En cours  | Pascal Semonsut, |              | Professeur, profession scientifique     |
| Les données manquantes sont à compléter. |           |                  |              |                                         |

## Équipements et services

### Environnement

#### Gestion des déchets
En  2016, la commune est membre du SICTOM de la région de Châteauneuf-sur-Loire, créé en 1976. Celui-ci assure la collecte et le traitement des ordures ménagères résiduelles, des emballages ménagers recyclables  et des encombrants en porte à porte et du verre en points d’apport volontaire. Un réseau de dix déchèteries accueille les encombrants et autres déchets spécifiques (déchets verts, déchets dangereux, gravats, ferraille, cartons…). La déchèterie la plus proche est située sur la commune de Tigy. L'élimination et la valorisation énergétique des déchets ménagers et de ceux issus de la collecte sélective sont effectuées par le SYCTOM de Gien-Châteauneuf-sur-Loire qui comprend un centre de transfert de déchets ménagers et un centre de stockage de déchets ultimes (CSDU) de classe II à Saint-Aignan-des-Gués ainsi qu'une usine d’incinération des ordures ménagères à Gien-Arrabloy.
Depuis le 1er janvier 2017, la « gestion des déchets ménagers » ne fait plus partie des compétences de la commune mais est une compétence obligatoire de la communauté de communes des Loges en application de la loi NOTRe du 7 août 2015.

#### Production et distribution d'eau
Le service public d’eau potable est une compétence obligatoire des communes depuis l’adoption de la loi du 30 décembre 2006 sur l’eau et les milieux aquatiques. Au 31 décembre 2016, la production et la distribution de l'eau potable sur le territoire communal sont assurées par la commune elle-même.
La loi NOTRe du 7 août 2015 prévoit que le transfert des compétences « eau et assainissement » vers les communautés de communes sera obligatoire à compter du 1er janvier 2020. Le transfert d’une compétence entraîne  de  facto  la  mise  à disposition  gratuite  de  plein droit des biens, équipements et services publics utilisés, à la date du transfert, pour l'exercice de ces compétences et la substitution de la communauté dans les droits et obligations des communes,.

#### Assainissement
La compétence assainissement, qui recouvre obligatoirement la collecte, le transport et l’épuration des eaux usées, l’élimination des boues produites, ainsi que le contrôle des raccordements aux réseaux publics de collecte, est assurée  par la commune elle-même.
La commune est raccordée à une station d'épuration située sur le territoire communal, mise en service le 1er janvier 1998 et dont la capacité nominale de traitement est de  1 700 EH, soit 400 m3/jour. Cet équipement utilise un procédé d'épuration biologique dit « à boues activées ». Son exploitation est assurée par Vienne en Val,.
L’assainissement non collectif (ANC) désigne les installations individuelles de traitement des eaux domestiques qui ne sont pas desservies par un réseau public de collecte des eaux usées et qui doivent en conséquence traiter elles-mêmes leurs eaux usées avant de les rejeter dans le milieu naturel. En 2016, la communauté de communes des Loges assure le service public d'assainissement non collectif (SPANC), qui a pour mission de vérifier la bonne exécution des travaux de réalisation et de réhabilitation, ainsi que le bon fonctionnement et l’entretien des installations,.

## Population et société

### Démographie
L'évolution du nombre d'habitants est connue à travers les recensements de la population effectués dans la commune depuis 1793. Pour les communes de moins de 10 000 habitants, une enquête de recensement portant sur toute la population est réalisée tous les cinq ans, les populations de référence des années intermédiaires étant quant à elles estimées par interpolation ou extrapolation. Pour la commune, le premier recensement exhaustif entrant dans le cadre du nouveau dispositif a été réalisé en 2005.
En 2022, la commune comptait 1 965 habitants, en évolution de +1,45 % par rapport à 2016 (Loiret : +1,89 %, France hors Mayotte : +2,11 %).
| 1793 | 1800 | 1806 | 1821 | 1831 | 1836 | 1841 | 1846 | 1851 |
| ---- | ---- | ---- | ---- | ---- | ---- | ---- | ---- | ---- |
| 596  | 624  | 567  | 602  | 639  | 734  | 759  | 780  | 850  |

| 1856 | 1861 | 1866 | 1872 | 1876  | 1881  | 1886  | 1891  | 1896  |
| ---- | ---- | ---- | ---- | ----- | ----- | ----- | ----- | ----- |
| 978  | 979  | 979  | 990  | 1 053 | 1 030 | 1 068 | 1 034 | 1 017 |

| 1901 | 1906 | 1911 | 1921 | 1926 | 1931 | 1936 | 1946 | 1954 |
| ---- | ---- | ---- | ---- | ---- | ---- | ---- | ---- | ---- |
| 973  | 981  | 948  | 829  | 859  | 778  | 747  | 654  | 679  |

| 1962 | 1968 | 1975 | 1982  | 1990  | 1999  | 2005  | 2006  | 2010  |
| ---- | ---- | ---- | ----- | ----- | ----- | ----- | ----- | ----- |
| 558  | 565  | 601  | 1 463 | 1 481 | 1 549 | 1 681 | 1 692 | 1 887 |

| 2015  | 2020  | 2022  | - | - | - | - | - | - |
| ----- | ----- | ----- | - | - | - | - | - | - |
| 1 944 | 1 938 | 1 965 | - | - | - | - | - | - |

## Enseignement
La commune est située dans l'académie d'Orléans-Tours et dans la circonscription de Châteauneuf-sur-Loire. Elle possède une école maternelle (Louis Didier Jousselin) et une école primaire (de l'ancienne gare).
Les enfants de la commune sont scolarisés au collège de Tigy.

## Patrimoine

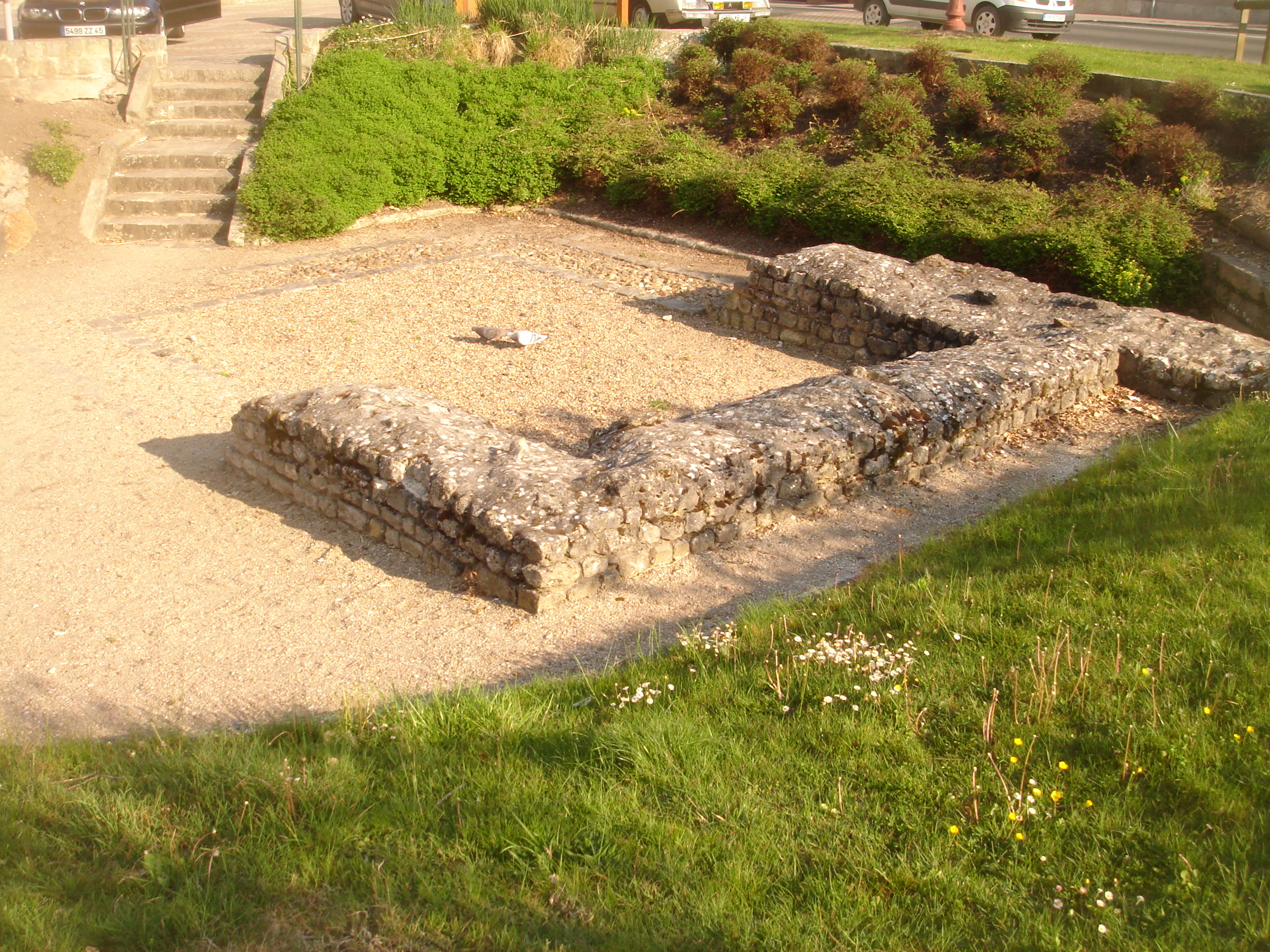
Site archéologique.

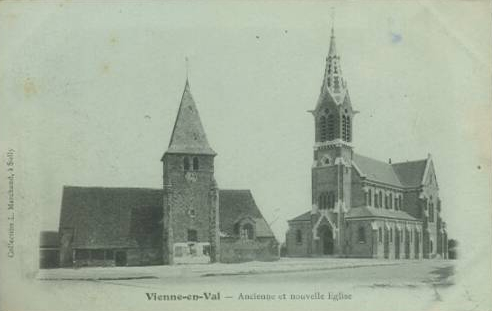
Les deux églises Saint-Martin de Vienne-en-Val sur une carte postale ancienne.

- L'église Saint-Martin, édifiée de 1900 à 1903 sous la direction de l'architecte d'Henri Rapine, est de modèle solognot en briques rouges[A 1]. Elle contient notamment une sculpture en bois représentant un aigle-lutrin datant de 1613[A 2] ainsi qu'une sculpture en calcaire représentant la Vierge datant du XVIIe siècle[A 3]. La première église Saint-Martin aujourd'hui détruite datait du XIVe siècle[A 4].
- Le site archéologique et le musée lapidaire gallo-romain[102] renfermant notamment une sculpture en calcaire datant du XIVe ou du XVe siècle représentant une tête de femme voilée issue de l'ancienne église Saint-Martin[A 5].
- Les châteaux du XIXe siècle : la Violière[A 6], les Prateaux[A 7].
- Les vestiges d'un château du haut Moyen Âge au lieu-dit La Motte[A 8]. Sur le même emplacement s'élève aujourd'hui un château construit en 1820 et 1886[A 9].
- Les vestiges d'édifices non identifiés datant du haut Moyen  Âge aux lieux-dits des Marnes[A 10], des Haies[A 11] et de Courcelle[A 12].
- La fontaine Sainte-Anne.[réf. nécessaire]

## Sports
La commune compte plusieurs associations sportives :
- Le poney-club ;
- L'association sportive de Vienne-en-Val ;
- Le club de football de l'union sportive Tigy-Vienne.

## Services
La commune compte un centre de loisirs, une garderie périscolaire et une crèche, un bureau de poste, un cabinet médical (infirmier, pharmacie, kinésithérapeute), une caserne de pompiers, plusieurs commerces (boulangerie, boucherie, charcuterie, bar-tabac, coiffeur, esthéticienne, supermarché, garages et carrosserie), des restaurants et des chambres d'hôtes.

## Personnalités liées à la commune

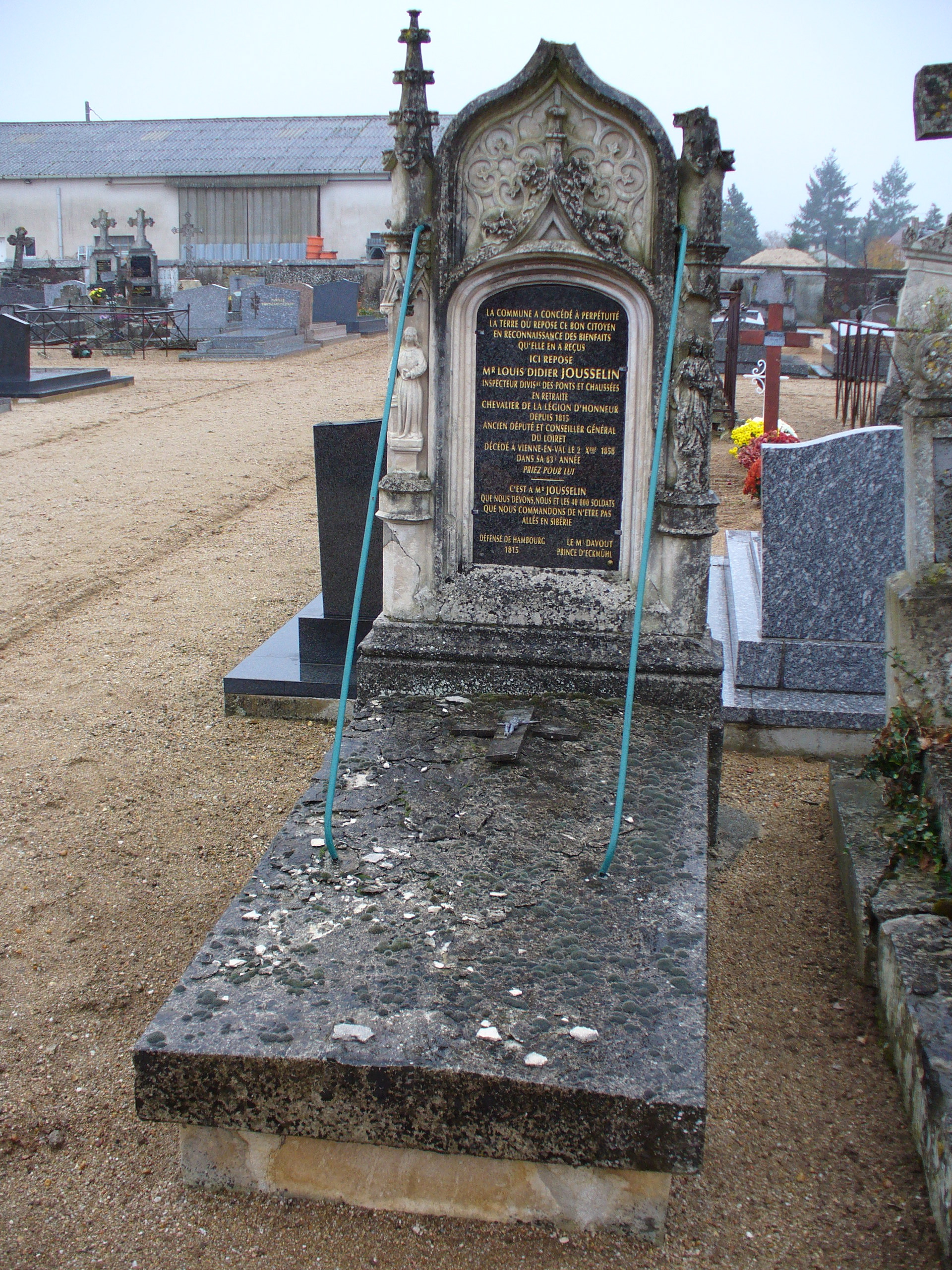
La tombe de Louis Didier Jousselin au cimetière de Vienne-en-Val

Deux personnalités sont décédées dans la commune :
- Louis Didier Jousselin (1776-1858), ingénieur français ;
- Jean Grave (1854-1939), activiste anarchiste français.

## Manifestations
Plusieurs manifestations sont organisées de février à novembre :
- La randonnée pédestre de la Saint-Valentin, le 2e dimanche de février ;
- Les foulées solognotes, course de semi-marathon, le 1er mai ;
- La randonnée de vélo tout terrain du sentier des Carnutes, en septembre ;
- Artival, exposition artistique d'artistes professionnels et amateurs, en novembre.